# Atletica leggera ai Giochi della XXI Olimpiade - 200 metri piani maschili

Video della Finale (cronaca di Paolo Rosi)

Video della Finale (Film ufficiale dei Giochi)

I 200 metri piani hanno fatto parte del programma maschile di atletica leggera ai Giochi della XXI Olimpiade. La competizione si è svolta nei giorni 25-26 luglio 1976 allo Stadio Olimpico (Montréal).

## Presenze ed assenze dei campioni in carica
| Competizione      | Atleta         | Prestazione | Montréal 1976 |
| ----------------- | -------------- | ----------- | ------------- |
| Monaco 1972       | Valeri Borzov  | 20”00       | Solo 100 m    |
| Commonwealth 1974 | Donald Quarrie | 20”73       | Presente      |
| Europei 1974      | Pietro Mennea  | 20”60       | Presente      |
| Asiatici 1974     | Anat Ratanapol | 21”09       | Solo 100 m    |
| Panamericani 1975 | James Gilkes   | 20”43A      | Presente      |

1. ↑  Il tempo di Borzov è anche la miglior prestazione assoluta a livello del mare.

Il vincitore dei Trials USA è Millard Hampton (20”10).

## La gara
Borzov, dopo il terzo posto sui 100, non si ritiene competitivo per l'oro sulla doppia distanza e rinuncia.

Gli occhi dell'Italia sono tutti su Pietro Mennea: di quale colore sarà la sua medaglia? Riuscirà a fare meglio di Monaco, dove conquistò il bronzo?

Il barlettano vince la sua batteria e il suo quarto di finale: è in forma. In semifinale, quando il gioco si fa duro, fa una corsa maiuscola e prevale sullo statunitense Hampton e sul fresco olimpionico dei 100, Crawford. L'altra serie è vinta dal giamaicano Quarrie, argento sui 100 e dato per favorito.

In finale Donald Quarrie corre alla grande, lasciandosi dietro i meno trascendentali statunitensi Hampton e Evans. Scottante è la delusione dell'Italia per il quarto posto di Pietro Mennea.

## Risultati

### Turni eliminatori
| 8 Batterie         | 25 luglio | 55 partenti   | Si qualificano i primi 4. |
| 4 Quarti di finale | 25 luglio | 8 + 8 + 8 + 8 | Si qualificano i primi 4. |
| 2 Semifinali       | 26 luglio | 8 + 8         | Si qualificano i primi 4. |
| Finale             | 26 luglio | 8 concorrenti |                           |

### Finale
| Primatista mondiale    | 19"83 1968 | Tommie Smith | Ritir. 1969 |
| Co-primatista mondiale | 19"8 1971  | Don Quarrie  | Presente    |

| Posizione | Atleta             | Nazionalità       | Tempo |
| --------- | ------------------ | ----------------- | ----- |
|           | Don Quarrie        | Giamaica          | 20"23 |
|           | Millard Hampton    | Stati Uniti       | 20"29 |
|           | Dwayne Evans       | Stati Uniti       | 20"43 |
| 4         | Pietro Mennea      | Italia            | 20"54 |
| 5         | Ruy Da Silva       | Brasile           | 20"84 |
| 6         | Bogdan Grzejszczak | Polonia           | 20"91 |
| 7         | Colin Bradford     | Giamaica          | 21"17 |
| Ritirato  | Hasely Crawford    | Trinidad e Tobago |       |